# Festival Musica
Ne doit pas être confondu avec Festival de musique.
Pour les articles homonymes, voir Musica.
Musica (Festival international des musiques d'aujourd'hui) est un festival de musique contemporaine et de musique expérimentale organisé chaque automne depuis 1982 à Strasbourg, Bas-Rhin, à l'initiative de Maurice Fleuret et Jack Lang. Musica est présidé par Emelie De Jong et dirigé par Stéphane Roth.

## Historique
Musica est reconnu comme l'un des festivals de musique contemporaine les plus importants internationalement. La manifestation propose chaque année un panorama de la création musicale à travers différentes générations de compositeurs et compositrices, du début du XXe siècle à nos jours. Depuis la première édition en 1983, lors de laquelle une intégrale Edgard Varèse avait été donnée, le compositeur franco-américain incarne une certaine paternité esthétique du festival. Nées dans son sillage, les avant-gardes d'après-guerre ont été fortement représentées, notamment Luciano Berio, Pierre Boulez, John Cage, Klaus Huber, György Ligeti, François-Bernard Mâche, Luigi Nono, Steve Reich, Karlheinz Stockhausen, Iannis Xenakis. La génération ultérieure est quant à elle représentée par Georges Aperghis, Pascal Dusapin, Gérard Grisey, Jonathan Harvey, Michael Jarrell, Philippe Manoury, Tristan Murail, Kaija Saariaho.
Le festival accueille régulièrement des interprètes renommés spécialisés dans la musique contemporaine comme Pierre Boulez et l'Ensemble intercontemporain, les Percussions de Strasbourg, le Quatuor Arditti, l'ensemble Accentus, Peter Eötvös ou Pierre-Laurent Aimard, et des formations prestigieuses tels l'Orchestre Philharmonique de Radio France, l'Orchestre de Paris, l'Orchestre symphonique de la SWR de Baden-Baden et Fribourg-en-Brisgau, le BBC Symphony Orchestra.
La présidence du festival a été incarnée par Jérôme Clément jusqu'en 2001, puis Rémy Pfimlin jusqu'à sa disparition en 2016. Lui succède Laurent Bayle qui avait été le premier directeur du festival en 1982. Emelie De Jong reprend la presidence depuis fin 2023. Depuis 2019, le festival est dirigé par Stéphane Roth, succédant à Jean-Dominique Marco (1991-2018), Frank Madlener (directeur artistique de 2003 à 2005), Laurent Spielman (1987-1990) et à Laurent Bayle (1982-1986).

## Compositeurs en résidence
En collaboration avec le Conservatoire à rayonnement régional de Strasbourg, le festival Musica met en avant le travail de compositeurs en résidence comme Klaus Huber (1992), Michèle Reverdy (1993), Ahmed Essyad (1994), Ivan Fedele (1996), Georges Aperghis (1997 et 1998), Luis de Pablo et Ramon Lazkano (1999), Pascal Dusapin (2000), Thierry de Mey (2001 et 2002), Yan Maresz (2003 et 2004), Kaija Saariaho (2005) ou Rodolphe Burger (2006 et 2007). Depuis 2007, le CRR de Strasbourg n'accueille plus de compositeur en résidence.